# Punta de Pern
La punta de Pern está situada en la isla de Ouessant, en el departamento de Finisterre, Francia, en el extremo más occidental del país.
Sobre un promontorio rocoso cercano a la punta se encuentra el faro de Nividic, con una altura de 28 m y terminado en 1936. Dos postes soportaban un cable de alimentación eléctrica que procedía de la isla, a 900 m de distancia. Hoy en día el faro es automático.
La punta suele estar ocupada por gavilanes plateados, típicos de la isla.